# برو بول

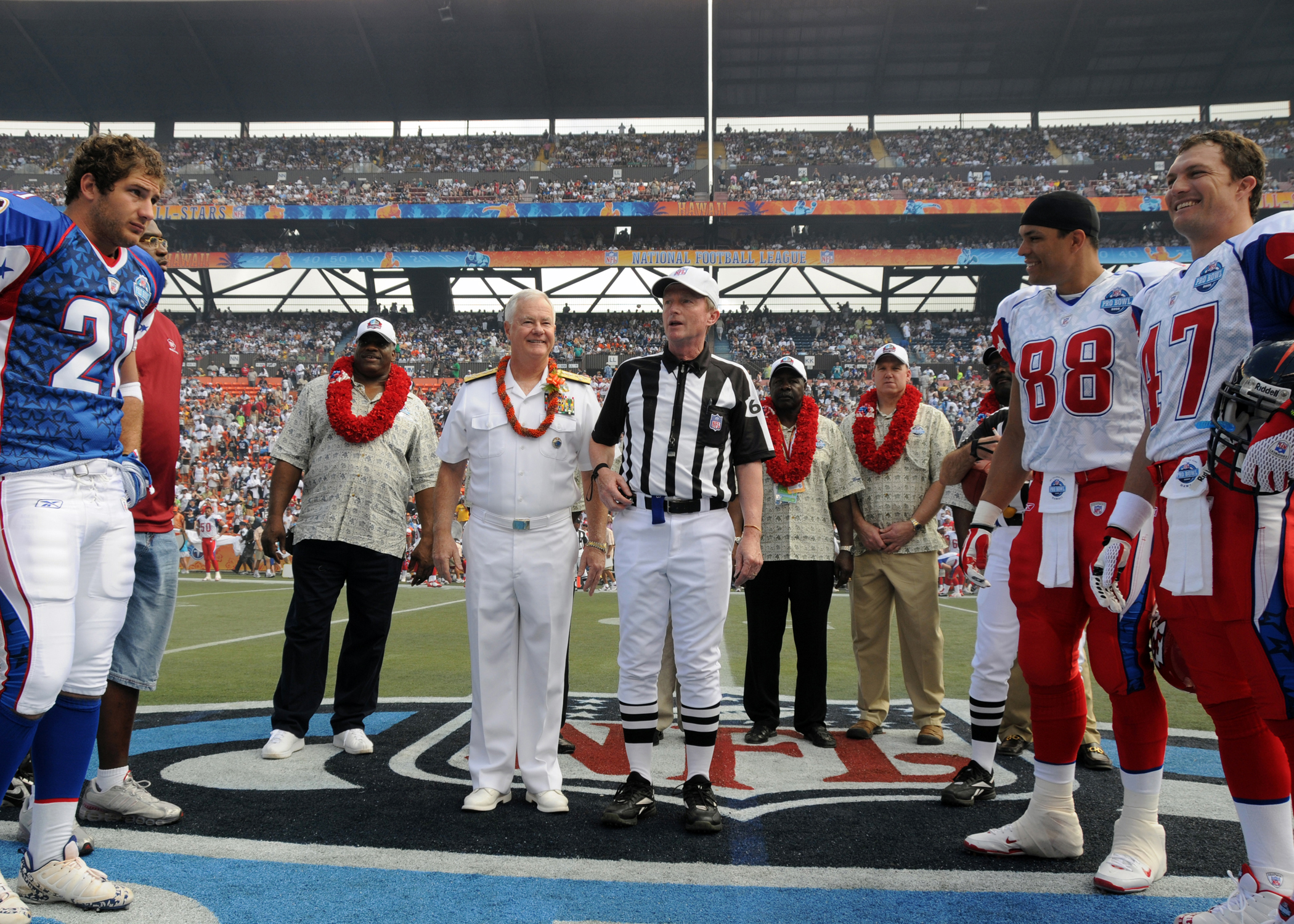
القرعة قبل مباراة البرو بول سنة 2008

البرو بول:هي مباراة بين قسم AFC وقسم NFC الذين يشكلان دوري كرة القدم الأمريكية حيث يلعب في كل فريق أحسن اللاعبين والنجوم الذين يتم اختيارهم من قبل الجماهير والمشجعين بالتصويت على الإنترنت. تقام كل سنة في هونولولو عاصمة ولاية هاواي منذ سنة 1980. تكون البرو بول بعد اسبوع من السوبر بول. يحضر المباراة أكثر من 50 الف متفرج. يرتدي فريق AFC اللون الأحمر والأبيض بينما يرتدي فريق NFC اللون الأزرق والأبيض.

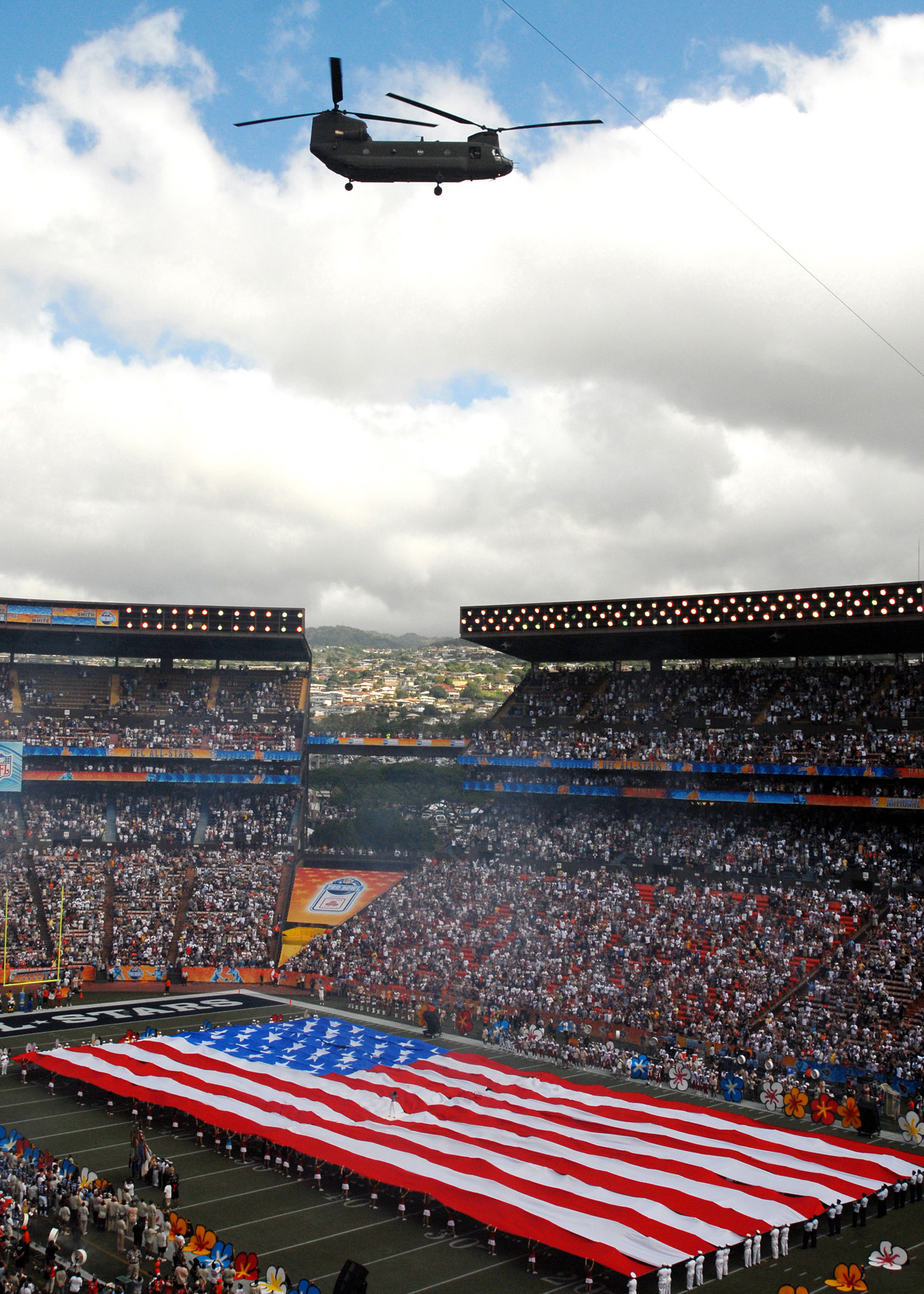
العلم الأمريكي خلال النشيد الوطني و الاحتفال قبل المباراة

## تاريخ البروبول
لعبت أول مباراة بور بول بتاريخ 12 كانون الثاني 1938 في لوس انجلوس. وبعدها سنة 1940 أقيمت ثاني مباراة برو بول في نيويورك. ولكن البرو بول كما نعرفها في يومنا هذا لم تبدأ حتى سنة 1950.

## قوانين اللعب
هناك قوانين مختلفة في هذه المباراة عن القوانين المستخدمة خلال مباريات دوري كرة القدم الأمريكية منها:
- يجب على الفريق المهاجم اشراك لاعب بمركز (التايد ايند) في كل لعبة هجومية.
- يمنع استخدام ثلاثة لاعبين بمركز (وايد رسيفر) في نفس اللعبة الهجومية.
- يجب ان يستخدم الفريق المدافع تشكيلة 4-3 فقط.
- لا يسمح للفريق المدافع استخدام خطة (بلتز).
- لا يسمح للحكم ولا اللاعبين تغير خطتهم وقراراتهم.

## التغطية التلفزيونية
شاهد المباراة سنة 2012 أكثر من 12.5 مليون متفرج المباراة في الولايات المتحدة الأمريكية وخارجها.